# وزارت دفاع (سوریه)
وزارت دفاع (عربی: وزارة الدفاع‎) یک وزارت در دولت سوریه است که مسئولیت امور دفاعی را بر عهده دارد. مرهف ابوقصره، وزیر دفاع سوریه، سمت معاون فرمانده کل ارتش و نیروهای مسلح را نیز بر عهده دارد.
پس از سقوط رژیم اسد در دسامبر ۲۰۲۴، محمد البشیر، نخست‌وزیر انتقالی، گفت که وزارت دفاع با استفاده از جناح‌های شورشی سابق و افسران جدا شده از ارتش بشار اسد، بازسازی می‌شود.

## ادغام گروه‌های شورشی در وزارت
در کنفرانس پیروزی انقلاب سوریه که در اواخر ژانویه ۲۰۲۵ برگزار شد، دولت انتقالی سوریه، انحلال کلیه نهادهای امنیتی رژیم بعث و تمامی شبه‌نظامیان تأسیس شده توسط آن را اعلام کرد. علاوه بر این، انتظار می‌رود که گروه‌های مخالف سوری زیر نیز منحل و در این وزارتخانه ادغام شوند: هیئت تحریر شام، احرار الشام، جیش العزه، جیش النصر، انصار التوحید، فیلق الشام، الفرقه الصالحیه (جناحی از الصالحیه)، جیش الاحرار، لواء صقور الشام، جماعت انصار الاسلام، حزب اسلامی ترکستان در سوریه، جیش مهاجرین و انصار، جنبش نورالدین زنکی، جبهه شام و ارتش ملی سوریه.

## وزیران دفاع

### پادشاهی عربی سوریه(۱۹۱۸–۱۹۲۰)
| شماره | تصویر | نام (تولد–مرگ)                      | دوره          | دوره            | دوره    | حزب سیاسی | حزب سیاسی        | دولت                 | منابع |
| شماره | تصویر | نام (تولد–مرگ)                      | آغاز          | پایان           | مدت     | حزب سیاسی | حزب سیاسی        | دولت                 | منابع |
| ----- | ----- | ----------------------------------- | ------------- | --------------- | ------- | --------- | ---------------- | -------------------- | ----- |
| ۱     |       | عبدالحمید پاشا القلطقجی (1875–1925) | ۹ مارس ۱۹۲۰   | ۳ مه ۱۹۲۰       | ۵۵ روز  |           | مستقل            | al-Rikabi II         |       |
| ۲     |       | یوسف العظمه (1883–1920)             | ۳ مه ۱۹۲۰     | ۲۴ ژوئیه ۱۹۲۰ † | ۸۲ روز  |           | انجمن جوانان عرب | al-Atassi I          |       |
| ۳     |       | جمیل الالشی (1883–1951)             | ۲۵ ژوئیه ۱۹۲۰ | ۳۰ نوامبر ۱۹۲۰  | ۱۲۸ روز |           | مستقل            | al-Droubi al-Ulshi I |       |

### قیمومت فرانسه بر سوریه(۱۹۲۰–۱۹۴۶)
| شماره | تصویر | نام (تولد–مرگ)               | دوره            | دوره            | دوره          | حزب سیاسی | حزب سیاسی | دولت                  | منابع |
| شماره | تصویر | نام (تولد–مرگ)               | آغاز            | پایان           | مدت           | حزب سیاسی | حزب سیاسی | دولت                  | منابع |
| ----- | ----- | ---------------------------- | --------------- | --------------- | ------------- | --------- | --------- | --------------------- | ----- |
| ۱     |       | شکری قوتلی (1891–1967)       | ۲۱ دسامبر ۱۹۳۶  | ۲۲ مارس ۱۹۳۸    | ۱ سال، ۹۱ روز |           | تشکل ملی  | Bey I                 |       |
| ۲     |       | جمیل مردم بیک (1895–1960)    | ۲۲ مارس ۱۹۳۸    | ۲۳ فوریه ۱۹۳۹   | ۳۳۸ روز       |           | تشکل ملی  | Bey I                 |       |
| ۳     |       | مظهر رسلان (1886–1948)       | ۲۳ فوریه ۱۹۳۹   | ۵ آوریل ۱۹۳۹    | ۴۱ روز        |           | تشکل ملی  | al-Haffar             |       |
| ۴     |       | نصوحی البخاری (1881–1961)    | ۵ آوریل ۱۹۳۹    | ۴ ژوئیه ۱۹۳۹    | ۹۰ روز        |           | مستقل     | al-Bukhari            |       |
| ۵     |       | عبدالغفار الاطرش (1879–1942) | ۲۰ سپتامبر ۱۹۴۱ | ۱۵ مارس ۱۹۴۲ †  | ۱۷۶ روز       |           | مستقل     | al-Hakim I            |       |
| ۶     |       | حسن الاطرش (1905–1977)       | ۱۸ آوریل ۱۹۴۲   | ۲۵ مارس ۱۹۴۳    | ۳۴۱ روز       |           | مستقل     | al-Barazi al-Ulshi II |       |
| ۷     |       | عطا الایوبی (1874–1950)      | ۲۵ مارس ۱۹۴۳    | ۱۹ اوت ۱۹۴۳     | ۱۴۷ روز       |           | مستقل     | al-Ayyubi             |       |
| (۴)   |       | نصوحی البخاری (1881–1961)    | ۱۹ اوت ۱۹۴۳     | ۱۴ اکتبر ۱۹۴۴   | ۱ سال، ۵۶ روز |           | مستقل     | al-Jabiri             |       |
| (۲)   |       | جمیل مردم بیک (1895–1960)    | ۱۴ اکتبر ۱۹۴۴   | ۲۶ اوت ۱۹۴۵     | ۳۱۶ روز       |           | تشکل ملی  | al-Khoury I–II        |       |
| ۸     |       | خالد العظم (1903–1965)       | ۲۶ اوت ۱۹۴۵     | ۳۰ سپتامبر ۱۹۴۵ | ۳۵ روز        |           | مستقل     | al-Khoury III         |       |
| ۹     |       | سعدالله الجابری (1892–1947)  | ۳۰ سپتامبر ۱۹۴۵ | ۲۷ آوریل ۱۹۴۶   | ۲۰۹ روز       |           | تشکل ملی  | al-Jabiri II          |       |

### جمهوری نخست سوریهوجمهوری دوم سوریه(۱۹۴۶–۱۹۵۸)
| شماره | تصویر | نام (تولد–مرگ)               | دوره            | دوره            | دوره           | حزب سیاسی | حزب سیاسی           | دولت                                  | منابع |
| شماره | تصویر | نام (تولد–مرگ)               | آغاز            | پایان           | مدت            | حزب سیاسی | حزب سیاسی           | دولت                                  | منابع |
| ----- | ----- | ---------------------------- | --------------- | --------------- | -------------- | --------- | ------------------- | ------------------------------------- | ----- |
| ۱     |       | نبیه العظمه (1886–1964)      | ۲۷ آوریل ۱۹۴۶   | ۱۷ ژوئن ۱۹۴۶    | ۵۱ روز         |           | تشکل ملی            | al-Jabiri III                         |       |
| ۲     |       | احمد الشرباتی (1905–1975)    | ۱۷ ژوئن ۱۹۴۶    | ۲۳ مه ۱۹۴۸      | ۱ سال، ۳۴۱ روز |           | مستقل               | al-Jabiri III Bey II–III              |       |
| ۳     |       | جمیل مردم بیک (1895–1960)    | ۲۳ اوت ۱۹۴۸     | ۱۲ دسامبر ۱۹۴۸  | ۱۱۱ روز        |           | حزب ملی             | Bey III–IV                            |       |
| ۴     |       | خالد العظم (1903–1965)       | ۱۲ دسامبر ۱۹۴۸  | ۱۷ آوریل ۱۹۴۹   | ۱۲۶ روز        |           | مستقل               | al-Azm II                             |       |
| ۵     |       | حسنی الزعیم (1897–1949)      | ۱۷ آوریل ۱۹۴۹   | ۱ ژوئیه ۱۹۴۹    | ۷۵ روز         |           | مستقل               | al-Za'im                              |       |
| ۶     |       | عبدالله عطفه (1897–1976)     | ۱ ژوئیه ۱۹۴۹    | ۲۴ دسامبر ۱۹۴۹  | ۱۷۶ روز        |           | مستقل               | al-Barazi al-Atassi II                |       |
| ۷     |       | فوزی سلو (1905–1972)         | ۲۴ دسامبر ۱۹۴۹  | ۲۸ دسامبر ۱۹۴۹  | ۴ روز          |           | مستقل               | al-Qudsi I                            |       |
| ۸     |       | اکرم حورانی (1911–1966)      | ۲۸ دسامبر ۱۹۴۹  | ۴ ژوئن ۱۹۵۰     | ۱۵۸ روز        |           | خیزش سوسیالیستی عرب | al-Azm III                            |       |
| (۷)   |       | فوزی سلو (1905–1972)         | ۴ ژوئن ۱۹۵۰     | ۱۳ نوامبر ۱۹۵۱  | ۱ سال، ۱۶۲ روز |           | مستقل               | al-Qudsi II–III al-Azm IV al-Hakim II |       |
| ۹     |       | زکی الخطیب (1887–1961)       | ۱۳ نوامبر ۱۹۵۱  | ۲۸ نوامبر ۱۹۵۱  | ۱۵ روز         |           | حزب خلق             | al-Hakim II                           |       |
| ۱۰    |       | معروف الدوالیبی (1909–2004)  | ۲۸ نوامبر ۱۹۵۱  | ۲۹ نوامبر ۱۹۵۱  | ۱ روز          |           | حزب خلق             | al-Dawalibi I                         |       |
| (۷)   |       | فوزی سلو (1905–1972)         | ۲ دسامبر ۱۹۵۱   | ۱۹ ژوئیه ۱۹۵۳   | ۱ سال، ۲۲۹ روز |           | نظامی               | Selu                                  |       |
| ۱۱    |       | رفعت خانکان (1903–1970)      | ۱۹ ژوئیه ۱۹۵۳   | ۱ مارس ۱۹۵۴     | ۲۲۵ روز        |           | نظامی               | Shishakli                             |       |
| (۱۰)  |       | معروف الدوالیبی (1909–2004)  | ۱ مارس ۱۹۵۴     | ۱۹ ژوئن ۱۹۵۴    | ۱۱۰ روز        |           | حزب خلق             | al-Asali I                            |       |
| ۱۲    |       | سعید الغزی (1893–1967)       | ۱۹ ژوئن ۱۹۵۴    | ۳ نوامبر ۱۹۵۴   | ۱۳۷ روز        |           | مستقل               | al-Ghazzi I                           |       |
| ۱۳    |       | رشاد برمدا (1893–1967)       | ۳ نوامبر ۱۹۵۴   | ۱۳ فوریه ۱۹۵۵   | ۱۰۲ روز        |           | حزب خلق             | al-Khoury IV                          |       |
| (۴)   |       | خالد العظم (1903–1965)       | ۱۳ فوریه ۱۹۵۵   | ۱۳ سپتامبر ۱۹۵۵ | ۲۱۲ روز        |           | مستقل               | al-Asali II                           |       |
| (۱۳)  |       | رشاد برمدا (1893–1967)       | ۱۳ سپتامبر ۱۹۵۵ | ۱۴ ژوئن ۱۹۵۶    | ۲۷۵ روز        |           | حزب خلق             | al-Ghazzi II                          |       |
| ۱۴    |       | عبدالحسیب ارسلان (1901–1959) | ۱۴ ژوئن ۱۹۵۶    | ۳۱ دسامبر ۱۹۵۶  | ۲۰۰ روز        |           | مستقل               | al-Asali III                          |       |
| (۴)   |       | خالد العظم (1903–1965)       | ۳۱ دسامبر ۱۹۵۶  | ۲۲ فوریه ۱۹۵۸   | ۱ سال، ۵۳ روز  |           | مستقل               | al-Asali IV                           |       |

### جمهوری متحد عربی(۱۹۵۸–۱۹۶۱)
| شماره | تصویر | نام (تولد–مرگ)              | دوره          | دوره            | دوره           | حزب سیاسی | حزب سیاسی | دولت           | منابع |
| شماره | تصویر | نام (تولد–مرگ)              | آغاز          | پایان           | مدت            | حزب سیاسی | حزب سیاسی | دولت           | منابع |
| ----- | ----- | --------------------------- | ------------- | --------------- | -------------- | --------- | --------- | -------------- | ----- |
| ۱     |       | عبد الحکیم عامر (۱۹۱۶–۱۹۶۷) | ۲۲ فوریه ۱۹۵۸ | ۲۸ سپتامبر ۱۹۶۱ | ۳ سال، ۲۱۸ روز |           | اتحاد ملی | Nasser IV–V–VI |       |

### سوریه بعثی(۱۹۶۱–۲۰۲۴)
| شماره | تصویر              | نام (تولد–مرگ)                            | دوره            | دوره            | دوره           | حزب سیاسی | حزب سیاسی                                                    | دولت                          |
| شماره | تصویر              | نام (تولد–مرگ)                            | آغاز            | پایان           | مدت            | حزب سیاسی | حزب سیاسی                                                    | دولت                          |
| ----- | ------------------ | ----------------------------------------- | --------------- | --------------- | -------------- | --------- | ------------------------------------------------------------ | ----------------------------- |
| ۱     | مأمون الکزبری      | مأمون الکزبری (۱۹۹۸–۱۹۱۴)                 | ۲۸ سپتامبر ۱۹۶۱ | ۲۰ نوامبر ۱۹۶۱  | ۵۳ روز         |           | [[جنبش آزادی‌بخش عرب\|الگو:جنبش آزادی‌بخش عرب/meta/shortname]] | al-Kuzbari                    |
| ۲     | عزت النص           | عزت النص (۱۹۷۶–۱۹۱۲)                      | ۲۰ نوامبر ۱۹۶۱  | ۲۲ دسامبر ۱۹۶۱  | ۳۲ روز         |           | نظامی                                                        | al-Nuss                       |
| ۳     | رشاد برمدا         | رشاد برمدا (۱۹۸۸–۱۹۱۳)                    | ۲۲ دسامبر ۱۹۶۱  | ۱۶ آوریل ۱۹۶۲   | ۱۱۵ روز        |           | حزب خلق                                                      | al-Dawalibi                   |
| ۴     | عبدالکریم زهرالدین | افسر ژنرال عبدالکریم زهرالدین (۲۰۰۹–۱۹۱۷) | ۱۶ آوریل ۱۹۶۲   | ۸ مارس ۱۹۶۳     | ۳۲۶ روز        |           | مستقل                                                        | al-Azma al-Azm                |
| ۵     | محمد الصوفی        | فیلد مارشال محمد الصوفی (۲۰۱۸–۱۹۲۷)       | ۹ مارس ۱۹۶۳     | ۱۱ مه ۱۹۶۳      | ۶۳ روز         |           | مستقل                                                        | al-Bitar I                    |
| ۶     | زیاد الحریری       | سرلشکر زیاد الحریری (زادهٔ ۱۹۳۰)           | ۱۱ مه ۱۹۶۳      | ۴ اوت ۱۹۶۳      | ۸۵ روز         |           | مستقل                                                        | al-Bitar I–II                 |
| ۷     | عبدالله زیاده      | سرلشکر عبدالله زیاده (۱۹۹۸–۱۹۱۵)          | ۴ اوت ۱۹۶۳      | ۱۴ مه ۱۹۶۴      | ۲۸۴ روز        |           | مستقل                                                        | al-Bitar III al-Hafiz I       |
| ۸     | ممدوح جابر         | سرلشکر ممدوح جابر (زادهٔ ۱۹۲۸)             | ۱۴ مه ۱۹۶۴      | ۲۳ سپتامبر ۱۹۶۵ | ۱ سال، ۱۳۲ روز |           | Ba'ath Party                                                 | al-Bitar IV al-Hafiz II       |
| ۹     | حمد عبید           | سرلشکر حمد عبید (زادهٔ ۱۹۲۸)               | ۲۳ سپتامبر ۱۹۶۵ | ۲۷ دسامبر ۱۹۶۵  | ۹۵ روز         |           | Ba'ath Party                                                 | Zuayyin I                     |
| ۱۰    | محمد عمران         | سرلشکر محمد عمران (۱۹۷۲–۱۹۲۲)             | ۱ ژانویه ۱۹۶۶   | ۲۳ فوریه ۱۹۶۶   | ۵۳ روز         |           | Ba'ath Party                                                 | al-Bitar V                    |
| ۱۱    | حافظ اسد           | سرلشکر حافظ اسد (۲۰۰۰–۱۹۳۰)               | ۲۳ فوریه ۱۹۶۶   | ۱۷ مارس ۱۹۷۱    | ۵ سال، ۲۲ روز  |           | Ba'ath Party                                                 | Zuayyin II al-Atassi al-Assad |
| ۱۲    | مصطفی طلاس         | ارتشبد مصطفی طلاس (۲۰۱۷–۱۹۳۲)             | ۲۲ مارس ۱۹۷۲    | ۱۲ مه ۲۰۰۴      | ۳۲ سال، ۵۱ روز |           | Ba'ath Party                                                 | Khleifawi I [...] al-Otari    |
| ۱۳    | حسن تورکمانی       | سپهبد حسن تورکمانی (۲۰۱۲–۱۹۳۵)            | ۱۲ مه ۲۰۰۴      | ۳ ژوئن ۲۰۰۹     | ۵ سال، ۲۲ روز  |           | Ba'ath Party                                                 | al-Otari                      |
| ۱۴    | علی حبیب محمود     | ارتشبد علی حبیب محمود (۲۰۲۰–۱۹۳۹)         | ۳ ژوئن ۲۰۰۹     | ۸ اوت ۲۰۱۱      | ۲ سال، ۶۶ روز  |           | Ba'ath Party                                                 | al-Otari Safar                |
| ۱۵    | داود راجحه         | ارتشبد داود راجحه (۲۰۱۲–۱۹۴۷)             | ۸ اوت ۲۰۱۱      | ۱۸ ژوئیه ۲۰۱۲ † | ۳۴۵ روز        |           | Ba'ath Party                                                 | Safar Hijab                   |
| ۱۶    | فهد جاسم الفریج    | ارتشبد فهد جاسم الفریج (زادهٔ ۱۹۵۰)        | ۱۸ ژوئیه ۲۰۱۲   | ۱ ژانویه ۲۰۱۸   | ۵ سال، ۱۶۷ روز |           | Ba'ath Party                                                 | Hijab al-Halqi I–II Khamis    |
| ۱۷    | علی عبدالله ایوب   | سپهبد علی عبدالله ایوب (زادهٔ ۱۹۵۲)        | ۱ ژانویه ۲۰۱۸   | ۲۸ آوریل ۲۰۲۲   | ۴ سال، ۱۱۷ روز |           | Ba'ath Party                                                 | Khamis Arnous I–II            |
| ۱۸    | علی محمود عباس     | سپهبد علی محمود عباس (زادهٔ ۱۹۶۴)          | ۲۸ آوریل ۲۰۲۲   | ۸ دسامبر ۲۰۲۴   | ۲ سال، ۲۲۴ روز |           | Ba'ath Party                                                 | Arnous II                     |

### دولت انتقالی سوریه(۲۰۲۴–اکنون)
| شماره | تصویر | نام (تولد–مرگ)           | دوره           | دوره  | دوره    | حزب سیاسی | حزب سیاسی      | دولت   |
| شماره | تصویر | نام (تولد–مرگ)           | آغاز           | پایان | مدت     | حزب سیاسی | حزب سیاسی      | دولت   |
| ----- | ----- | ------------------------ | -------------- | ----- | ------- | --------- | -------------- | ------ |
| ۱     |       | مرهف ابوقصره (زاده ۱۹۸۴) | ۲۱ دسامبر ۲۰۲۴ | متصدی | ۲۳۲ روز |           | هیئت تحریر شام | البشیر |
| ۱     | مستقل | مرهف ابوقصره (زاده ۱۹۸۴) | ۲۱ دسامبر ۲۰۲۴ | متصدی | ۲۳۲ روز |           |                | البشیر |